# 마르타 루르
마르타 루르 이 베솔리(Marta Roure i Besolí, 1981년 1월 16일 - )는 안도라의 가수이다. 마르타는 2004년 유로비전 송 콘테스트에서 "Jugarem a estimar-nos"을 불러 데뷔를 했다. 그해 여름에 그녀는 첫 번째 음반 'Nua'를 발매한다.

## 같이 보기
- 안도라의 유로비전 송 콘테스트 참가
- 유로비전 송 콘테스트 2004